# الکساندرا اکستر

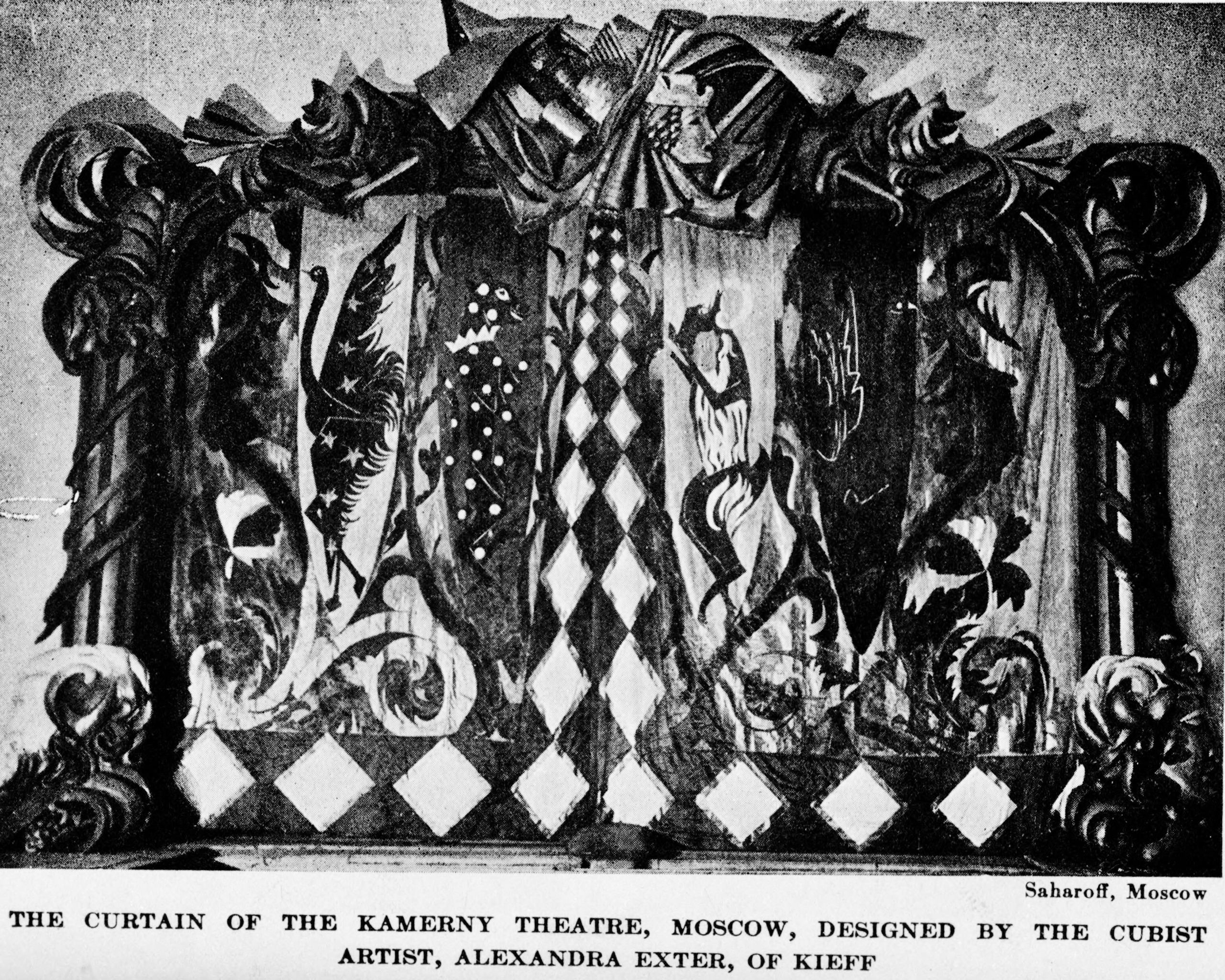
پرده تئاتر کمرنی

الکساندرا اکستر (روسی: Алекса́ндра Алекса́ндровна Эксте́р؛ ۱۸ ژانویهٔ ۱۸۸۲ – ۱۷ مارس ۱۹۴۹) نقاش، طراح صحنه و لباس، و تصویرگر اهل امپراتوری روسیه بود.